# 奥勒姆 (犹他州)
奧勒姆（英語：Orem）是美国犹他州犹他县下属的一座城市。建市于1877年，面积大约为18.29平方英里（47.4平方公里），海拔约为4,774英尺（1,455米）。根据2010年美国人口普查，该市有人口88,328人。